# Caborne du Bœuf
La Caborne du Bœuf est une grotte située sur le territoire de la commune de Saint-Hymetière-sur-Valouse.
Son nom provient du patois « Caborne » (grotte) et d'une coulée stalagmitique évoquant la panse d'un bœuf.
Son porche remarquable, l'un des plus grands du Jura, est accessible au public, ainsi que sa galerie principale.
L'exploration peut se poursuivre avec du matériel de spéléologie.
L'entrée de la Grotte de l'Ermitage se fait sous le même porche, côté gauche lorsqu'on lui fait face.

L'historien et archéologue franc-comtois Désiré Monnier s'est rendu au cours de ses pérégrinations dans la grotte de la Caborne du Bœuf et l'a représentée dans l'un de ses carnets de dessins, conservé à la Bibliothèque municipale de Besançon.